# Anion
Pour l’article ayant un titre homophone, voir Anyon.

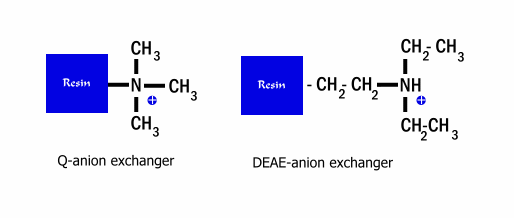
Exemples d'anions organiques. Au sein de l'ion, c'est l'atome d'azote qui porte la charge +e.

Un anion (du grec ana- : « en haut » et iôn : « qui va ») est un ion qui, ayant gagné un ou plusieurs électrons, porte une ou plusieurs charges électriques élémentaires négatives : par exemple, l’ion chlorure Cl− est l’atome de chlore ayant gagné un électron. À l’inverse, un cation contient moins d'électrons que de protons.
On l’appelle ainsi car lors d’une électrolyse, cet ion est attiré par l’électrode positive nommée anode, de la même façon que les pôles de charges opposées des aimants s'attirent.

## Comportement des anions dans l'eau libre
En raison de la forte polarité de sa molécule, l’eau est un excellent solvant des ions.
Le seul anion présent dans l’eau pure est l’ion hydroxyde (OH−), issu de l’autoprotolyse.
L’anion peut-être monoatomique tel l’ion chlorure (Cl−), ou polyatomique, tel l’ion nitrite (NO2−).
Il peut être inorganique, tel le carbonate (CO32−), l’hydrogénocarbonate ou bicarbonate (HCO3−), le sulfate (SO42−), le nitrate (NO3−), le dihydrogénophosphate (H2PO4−), l’hydrogénophosphate (HPO42−) et le phosphate (PO43−), ou organique, comme l’ion acétate (CH3COO−).
S'il s'agit d'un non-métal, l'atome « préférera » gagner un électron plutôt que d'en perdre un. Il est aussi vrai que si l'atome est dans la catégorie des métaux, il « préférera » en perdre, plutôt que d'en gagner. Plus l'attraction du noyau sur les électrons est forte, moins l'atome « souhaitera » laisser partir ces électrons. La seule exception est l'hydrogène, puisqu'il n'y a en son noyau qu'un seul proton, il n'y a aucune attraction dominante. Donc, il peut aussi bien perdre son électron (H+) qu'en gagner un autre (H−).

## Comportement des anions dans l'eau capillaire
Dans le sol ou les roches poreuses, les anions dans l'eau capillaire changent de comportement. Les théories classiques de convection-dispersion des solutés dans le sol utilisées jusque dans les années 1990, ne décrivent pas le vrai comportement des anions dans le sol.
Dans l'eau du sol, ou dans l'eau de nappe par exemple présente dans la craie, on a depuis plusieurs décennies constaté que la vitesse moyenne de transport des anions dissous dans l'eau peut être très supérieure à celle des molécules d'eau qui accompagne.

Ce phénomène est aussi connu sous le nom d'exclusion anionique. Il est attribué à une répulsion électrostatique induite par la charge négative des surfaces solides ; Cette force pousse les anions dans les centres des pores de la matière où leur vitesse est alors plus rapide. Elle est décrite par une théorie dite « diffusive double-layer theory ».
Ainsi a-t-on expérimentalement montré (1990/91) (sur des sols littoraux irriguées) que les ions chlorure et sulfate circulaient environ deux fois plus vite dans le sol que la vitesse à laquelle circule l'eau (ici radiomarquée par du tritium) dans laquelle ils sont dissous, et environ 30 fois plus vite dans tout ou partie d'une roche poreuse lors de cette étude (soit bien plus que les valeurs prévues par les anciens modèles de diffusion moléculaire dans un milieu poreux). L'exclusion anionique peut ainsi contredire des modèles uniquement basés sur l'hydrodynamisme, la concentration de la solution et la vitesse d'écoulement. C'est un phénomène à prendre en compte dans les cas de sols perdant des anions ou vulnérables à la salinisation.

## Liste d'anions
| Nom                  | Formule |
| -------------------- | ------- |
| Arséniate            | AsO43−  |
| Arsénite             | AsO33−  |
| Borate               | BO33−   |
| Bromate              | BrO3−   |
| Carbonate            | CO32−   |
| Chlorate             | ClO3−   |
| Chlorite             | ClO2−   |
| Chromate             | CrO42−  |
| Dichromate           | Cr2O72− |
| Dihydrogénophosphate | H2PO4−  |
| Hydrogéno-oxalate    | HC2O4−  |
| Hydrogénocarbonate   | HCO3−   |
| Hydrogénophosphate   | HPO42−  |
| Hydrogénosulfate     | HSO4−   |
| Hydrogénosulfite     | HSO3−   |
| Hypobromite          | BrO−    |
| Hypochlorite         | ClO−    |
| Iodate               | IO3−    |
| Nitrate              | NO3−    |
| Nitrite              | NO2−    |
| Oxalate              | C2O42−  |
| Perchlorate          | ClO4−   |
| Permanganate         | MnO4−   |
| Phosphate            | PO43−   |
| Phosphite            | PO33−   |
| Sulfate              | SO42−   |
| Sulfite              | SO32−   |
| Thiosulfate          | S2O32−  |

| Nom      | Formule |
| -------- | ------- |
| Bromure  | Br−     |
| Chlorure | Cl−     |
| Fluorure | F−      |
| Hydrure  | H−      |
| Iodure   | I−      |
| Nitrure  | N3−     |
| Oxyde    | O2−     |
| Sulfure  | S2−     |

| Nom        | Formule            |
| ---------- | ------------------ |
| Acétate    | CH3COO−            |
| Butyrate   | CH3CH2CH2CO2−      |
| Formiate   | HCO2−              |
| Oxalate    | −OOC-COO−          |
| Salicylate | ortho-HO-C6H4-CO2− |
| Tartrate   | −OOC-(CHOH)2-COO−  |

| Nom              | Formule  |
| ---------------- | -------- |
| Aluminate        | Al(OH)3− |
| Amidure          | NH2−     |
| Azoture          | N3−      |
| Cyanate          | OCN−     |
| Cyanure          | CN−      |
| Diphosphate      | P2O74−   |
| Électrure        | e−       |
| Hydrogénosulfure | HS−      |
| Hydroxyde        | HO−      |
| Peroxyde         | O22−     |
| Peroxodisulfate  | S2O82−   |
| Superoxyde       | O2−      |
| Thiocyanate      | SCN−     |

## Le dianion
N'importe quel anion portant deux charges négatives. Dans la liste ci-dessus par exemple se trouvent les dianions suivantsː carbonate CO32−, chromate CrO42−, dichromate Cr2O72−, hydrogénophosphate HPO42−, oxalate C2O42−, sulfate SO42−, sulfite SO32−, et thiosulfate S2O32−.